# Corchorus tridens
Corchorus tridens är en malvaväxtart som beskrevs av Carl von Linné. Corchorus tridens ingår i släktet Corchorus och familjen malvaväxter. Inga underarter finns listade i Catalogue of Life.